# Ronove
Ronove, prema demonologiji, dvadeset sedmi demon Goecije koji zapovijeda nad devetnaest legija. I paklu nosi titulu markiza. Ima lik čudovišta. Podučava ljude retorici i poznavanju stranih jezika. Pomaže kod odabira posluge te miri prijatelje i neprijatelje.